# Erick Delgado
Pour les articles homonymes, voir Delgado.
Erick Guillermo Delgado Vásquez, né à Lima le 30 juin 1982, est un footballeur péruvien évoluant au poste de gardien de but. 
Son grand-père, Guillermo Delgado, fut un célèbre défenseur péruvien des années 1950.

## Carrière

### En club
Gardien emblématique du Sporting Cristal où il est formé, Erick Delgado y est sacré trois fois champion du Pérou en 2002, 2005 et 2012. Il joue six éditions de la Copa Libertadores avec le Sporting Cristal (23 matchs en tout). Il participe une dernière fois à ce tournoi continental en 2017 mais sous les couleurs du Deportivo Municipal (deux matchs).
Delgado a défendu les cages d'autres clubs au Pérou dont l'UTC de Cajamarca, le Juan Aurich, l'Universidad San Martín de Porres et l'Academia Cantolao, son dernier club connu, où il a évolué en 2020.

### En équipe nationale
Appelé à 14 reprises en équipe du Pérou entre 2003 et 2011 (16 buts encaissés), Erick Delgado fait partie du groupe amené à disputer la Copa América 2004 au Pérou, même s'il ne prend part à aucune rencontre lors de ce tournoi. Il dispute en revanche cinq matchs comptant pour les qualifications à la Coupe du monde 2006.

## Palmarès
Sporting Cristal
- Championnat du Pérou (3) :
  - Champion : 2002, 2005 et 2012.